# Bóng đá tại Đại hội Thể thao châu Á 2022 – Nam
Bóng đá nam tại Đại hội Thể thao châu Á 2022 được tổ chức từ ngày 19 tháng 9 đến ngày 7 tháng 10 năm 2023 ở Trung Quốc. Độ tuổi tham dự bóng đá nam ban đầu được giới hạn là từ 23 tuổi trở xuống (sinh năm 1999 trở về sau), cộng với tối đa ba cầu thủ quá tuổi; nhưng vì đại hội lần này được lùi lại một năm nên giới hạn tham dự là từ 24 tuổi trở xuống.
Hàn Quốc có lần thứ ba liên tiếp bảo vệ thành công huy chương vàng khi đánh bại đội tuyển Nhật Bản trong trận chung kết thứ hai liên tiếp của cả hai đội.

## Lịch thi đấu
Dưới đây là lịch thi đấu chính thức cho nội dung bóng đá nam.
| G | Vòng bảng | ⅛ | Vòng 16 đội | ¼ | Tứ kết | ½ | Bán kết | B | Tranh hạng ba | F | Chung kết |

| T3 19 | T4 20 | T5 21 | T6 22 | T7 23 | CN 24 | T2 25 | T3 26 | T4 27 | T5 28 | T6 29 | T7 30 | CN 1 | T2 2 | T3 3 | T4 4 | T5 5 | T6 6 | T7 7 | T7 7 |
| ----- | ----- | ----- | ----- | ----- | ----- | ----- | ----- | ----- | ----- | ----- | ----- | ---- | ---- | ---- | ---- | ---- | ---- | ---- | ---- |
| G     | G     | G     | G     |       | G     | G     |       | ⅛     | ⅛     |       |       | ¼    |      |      | ½    |      |      | B    | F    |

## Địa điểm
Tổng cộng bảy địa điểm đã được sử dụng trong giải đấu, với hai địa điểm thi đấu bên ngoài Hàng Châu tại các thành phố của tỉnh Chiết Giang. Sân vận động Công viên Thể thao Hàng Châu là địa điểm tổ chức trận chung kết.
| Sân vận động Công viên Thể thao Hàng Châu                                                               | Sân vận động Trung tâm thể thao Rồng Vàng | Sân vận động Trung tâm thể thao Thượng Thành | Sân vận động Trung tâm Thể thao Lâm Bình | Sân vận động Trung tâm thể thao Tiêu Sơn Hàng Châu | Sân vận động Kim Hoa | Sân vận động Đông Đại học Sư phạm Chiết Giang |
| Sức chứa: 80,000                                                                                        | Sức chứa: 51,971                          | Sức chứa: 13,544                             | Sức chứa: 12,000                         | Sức chứa: 10,118                                   | Sức chứa: 27,000     | Sức chứa: 11,349                              |
| |                                           |                                              |                                          |                                                    |                      |                                               |
| Bản đồ ở Chiết Giang với các địa điểm tổ chức bóng đá tại Đại hội Thể thao châu Á 2022.Hàng ChâuKim Hoa |                                           |                                              |                                          |                                                    |                      |                                               |

## Bốc thăm
Lễ bốc thăm được tổ chức vào lúc 15:05 (UTC+8) ngày 27 tháng 7 năm 2023 tại Hàng Châu, Trung Quốc. 23 đội tuyển tham dự giải đấu nam được chia làm sáu bảng, trong đó bảng D có 3 đội còn các bảng còn lại đều có 4 đội. Ngày 18 tháng 9 năm 2023, Afghanistan và Syria rút lui khỏi giải đấu khiến số đội tham dự giảm xuống còn 21.
| Nhóm 1 | Nhóm 2                                                                               | Nhóm 3                                                             | Nhóm 4                                                                      |
| --- | ------------------------------------------------------------------------------------ | ------------------------------------------------------------------ | --------------------------------------------------------------------------- |
| 1. Trung Quốc (chủ nhà) 2. Hàn Quốc (đương kim vô địch) 3. Nhật Bản 4. Việt Nam 5. CHDCND Triều Tiên 6. Uzbekistan | 1. Syria (rút lui) 2. Ả Rập Xê Út 3. Indonesia 4. Palestine 5. Bahrain 6. Bangladesh | 1. Iran 2. Hồng Kông 3. Thái Lan 4. Myanmar 5. Kyrgyzstan 6. Qatar | 1. Đài Bắc Trung Hoa 2. Afghanistan (rút lui) 3. Ấn Độ 4. Kuwait 5. Mông Cổ |

## Trọng tài
Các trọng tài sau đây đã được lựa chọn để điều khiển tại giải đấu:
- Alex King
- Ammar Mahfoodh
- Virendha Rai
- Thẩm Dần Hào
- Thoriq Alkatiri
- Hasan Akrami
- Yousif Saeed Hasan
- Yudai Yamamoto
- Ahmad Yacoub Ibrahim
- Kim Hee-gon
- Ammar Ashkanani
- Daiyrbek Abdyldaev
- Ali Reda
- Nazmi Nasaruddin
- Mohamed Javiz
- Baraa Abu Aisha
- Clifford Daypuyat
- Mohammed Ahmed Al-Shammari
- Qasim Al-Hatmi
- Khalid Al-Turais
- Feras Taweel
- Sayodjon Zainiddinov
- Mongkolchai Pechsri
- Rustam Lutfullin
- Ngô Duy Lân
- Jansen Foo

## Vòng bảng
Hai đội đứng đầu mỗi bảng và bốn đội xếp thứ ba có thành tích tốt nhất lọt vào vòng tứ kết.
Các tiêu chí
Các đội được xếp hạng theo điểm (3 điểm cho một trận thắng, 1 điểm cho một trận hòa, 0 điểm cho một trận thua), và nếu bằng điểm, các tiêu chí sau đây được áp dụng theo thứ tự, để xác định thứ hạng
1. Điểm trong các trận đấu giữa các đội có liên quan;
2. Hiệu số bàn thắng thua trong các trận đấu giữa các đội có liên quan;
3. Số bàn thắng ghi được trong các trận đấu giữa các đội có liên quan;
4. Nếu có nhiều hơn hai đội bằng điểm và sau khi áp dụng các tiêu chí từ 1 đến 3, một nhóm nhỏ các đội vẫn còn bằng nhau, các tiêu chí trên được áp dụng lại cho riêng nhóm nhỏ này. Nếu việc này vẫn không xác định được thứ hạng, các tiêu chí từ 5 đến 9 được áp dụng.
5. Hiệu số bàn thắng thua trong tất cả các trận đấu bảng;
6. Số bàn thắng ghi được trong tất cả các trận đấu bảng;
7. Sút luân lưu nếu chỉ có hai đội bằng điểm và gặp nhau trong lượt trận cuối cùng của bảng.
8. Điểm thẻ phạt ít hơn trong các trận đấu bảng (chỉ một trong các khoản trừ dưới đây được áp dụng cho một cầu thủ trong một trận đấu):   - Thẻ vàng: 1 điểm;
  - Thẻ đỏ gián tiếp (thẻ vàng thứ hai): 3 điểm;
  - Thẻ đỏ trực tiếp: 3 điểm;
  - Thẻ vàng và một thẻ đỏ trực tiếp: 4 điểm;
9. Bốc thăm.

### Bảng A
| VT | Đội            | ST | T | H | B | BT | BB | HS | Đ | Giành quyền tham dự     |
| -- | -------------- | -- | - | - | - | -- | -- | -- | - | ----------------------- |
| 1  | Trung Quốc (H) | 3  | 2 | 1 | 0 | 9  | 1  | +8 | 7 | Vòng đấu loại trực tiếp |
| 2  | Ấn Độ          | 3  | 1 | 1 | 1 | 3  | 6  | −3 | 4 | Vòng đấu loại trực tiếp |
| 3  | Myanmar        | 3  | 1 | 1 | 1 | 2  | 5  | −3 | 4 | Vòng đấu loại trực tiếp |
| 4  | Bangladesh     | 3  | 0 | 1 | 2 | 0  | 2  | −2 | 1 |                         |

| Bangladesh | 0–1      | Myanmar            |
| ---------- | -------- | ------------------ |
|            | Chi tiết | - Hasan 68' (l.n.) |

| Trung Quốc                                                                       | 5–1      | Ấn Độ          |
| -------------------------------------------------------------------------------- | -------- | -------------- |
| - Cao Thiên Ý 17' - Đới Vĩ Tuấn 51' - Đào Cường Long 72', 76' - Phương Hạo 90+2' | Chi tiết | - Rahul KP 45' |

| Ấn Độ                 | 1–0      | Bangladesh |
| --------------------- | -------- | ---------- |
| - Chhetri 85' (ph.đ.) | Chi tiết |            |

| Myanmar | 0–4      | Trung Quốc                                                |
| ------- | -------- | --------------------------------------------------------- |
|         | Chi tiết | - Đàm Long 15', 19' - Vương Chấn Úc 22' - Đới Vĩ Tuấn 44' |

| Trung Quốc | 0–0      | Bangladesh |
| ---------- | -------- | ---------- |
|            | Chi tiết |            |

| Myanmar    | 1–1      | Ấn Độ         |
| ---------- | -------- | ------------- |
| - Htwe 74' | Chi tiết | - Chhetri 23' |

### Bảng B
| VT | Đội         | ST | T | H | B | BT | BB | HS | Đ | Giành quyền tham dự     |
| -- | ----------- | -- | - | - | - | -- | -- | -- | - | ----------------------- |
| 1  | Iran        | 3  | 2 | 1 | 0 | 7  | 0  | +7 | 7 | Vòng đấu loại trực tiếp |
| 2  | Ả Rập Xê Út | 3  | 2 | 1 | 0 | 6  | 1  | +5 | 7 | Vòng đấu loại trực tiếp |
| 3  | Việt Nam    | 3  | 1 | 0 | 2 | 5  | 9  | −4 | 3 |                         |
| 4  | Mông Cổ     | 3  | 0 | 0 | 3 | 2  | 10 | −8 | 0 |                         |

| Việt Nam                                                               | 4–2      | Mông Cổ                         |
| ---------------------------------------------------------------------- | -------- | ------------------------------- |
| - Nguyễn Quốc Việt 3', 31' - Khuất Văn Khang 41' - Võ Nguyên Hoàng 64' | Chi tiết | - Uuganbat 46' - Batmönkh 90+5' |

| Ả Rập Xê Út | 0–0      | Iran |
| ----------- | -------- | ---- |
|             | Chi tiết |      |

| Mông Cổ | 0–3      | Ả Rập Xê Út                                  |
| ------- | -------- | -------------------------------------------- |
|         | Chi tiết | - Asiri 18' - Maran 49' (ph.đ.) - Masoud 74' |

| Iran                                           | 4–0      | Việt Nam |
| ---------------------------------------------- | -------- | -------- |
| - Amir 5' - Saman 47' - Mehdi 52' - Aria 90+2' | Chi tiết |          |

| Việt Nam                 | 1–3      | Ả Rập Xê Út                                |
| ------------------------ | -------- | ------------------------------------------ |
| - Al-Shamat 90+4' (l.n.) | Chi tiết | - Al-Yami 43' - Maran 87' - Al-Hawsawi 90' |

| Iran                                   | 3–0      | Mông Cổ |
| -------------------------------------- | -------- | ------- |
| - Mehdi 1' - Mohammad 45+2' - Aria 57' | Chi tiết |         |

### Bảng C
| VT | Đội         | ST | T | H | B | BT | BB | HS | Đ | Giành quyền tham dự     |
| -- | ----------- | -- | - | - | - | -- | -- | -- | - | ----------------------- |
| 1  | Uzbekistan  | 2  | 2 | 0 | 0 | 3  | 1  | +2 | 6 | Vòng đấu loại trực tiếp |
| 2  | Hồng Kông   | 2  | 0 | 0 | 2 | 1  | 3  | −2 | 0 | Vòng đấu loại trực tiếp |
| 3  | Syria       | 0  | 0 | 0 | 0 | 0  | 0  | 0  | 0 | Rút lui                 |
| 4  | Afghanistan | 0  | 0 | 0 | 0 | 0  | 0  | 0  | 0 | Rút lui                 |

1. 1 2  Syria và Afghanistan rút lui khỏi giải vào ngày 18 tháng 9 năm 2023.[3]

| Hồng Kông | 0–1      | Uzbekistan      |
| --------- | -------- | --------------- |
|           | Chi tiết | - Khoshimov 65' |

| Uzbekistan                        | 2–1      | Hồng Kông         |
| --------------------------------- | -------- | ----------------- |
| - Davronov 64' - Jaloliddinov 70' | Chi tiết | - Lý Nghị Khải 4' |

### Bảng D
| VT | Đội       | ST | T | H | B | BT | BB | HS | Đ | Giành quyền tham dự     |
| -- | --------- | -- | - | - | - | -- | -- | -- | - | ----------------------- |
| 1  | Nhật Bản  | 2  | 2 | 0 | 0 | 4  | 1  | +3 | 6 | Vòng đấu loại trực tiếp |
| 2  | Palestine | 2  | 0 | 1 | 1 | 0  | 1  | −1 | 1 | Vòng đấu loại trực tiếp |
| 3  | Qatar     | 2  | 0 | 1 | 1 | 1  | 3  | −2 | 1 | Vòng đấu loại trực tiếp |

| Nhật Bản                                 | 3–1      | Qatar         |
| ---------------------------------------- | -------- | ------------- |
| - Yachida 2' - Uchino 25' - Yamasaki 88' | Chi tiết | - Sulaiti 79' |

| Qatar | 0–0      | Palestine |
| ----- | -------- | --------- |
|       | Chi tiết |           |

| Palestine | 0–1      | Nhật Bản      |
| --------- | -------- | ------------- |
|           | Chi tiết | - Yachida 22' |

### Bảng E
| VT | Đội      | ST | T | H | B | BT | BB | HS  | Đ | Giành quyền tham dự     |
| -- | -------- | -- | - | - | - | -- | -- | --- | - | ----------------------- |
| 1  | Hàn Quốc | 3  | 3 | 0 | 0 | 16 | 0  | +16 | 9 | Vòng đấu loại trực tiếp |
| 2  | Bahrain  | 3  | 0 | 2 | 1 | 2  | 5  | −3  | 2 | Vòng đấu loại trực tiếp |
| 3  | Thái Lan | 3  | 0 | 2 | 1 | 2  | 6  | −4  | 2 | Vòng đấu loại trực tiếp |
| 4  | Kuwait   | 3  | 0 | 2 | 1 | 2  | 11 | −9  | 2 |                         |

| Bahrain      | 1–1      | Thái Lan         |
| ------------ | -------- | ---------------- |
| - Husain 42' | Chi tiết | - Purachet 90+5' |

| Hàn Quốc | 9–0      | Kuwait |
| --- | -------- | ------ |
| - Woo-yeong 3', 45', 49' - Young-wook 19', 74' - Seung-ho 44' - Won-sang 52' - Jae-yong 81' - Jae-jun 90+6' | Chi tiết |        |

| Kuwait         | 1–1      | Bahrain   |
| -------------- | -------- | --------- |
| - Al-Awadi 74' | Chi tiết | - Ali 52' |

| Thái Lan | 0–4      | Hàn Quốc                                                    |
| -------- | -------- | ----------------------------------------------------------- |
|          | Chi tiết | - Hyun-seok 15' - Jae-jun 20' - Won-sang 39' - Jae-ik 45+1' |

| Hàn Quốc                                      | 3–0      | Bahrain |
| --------------------------------------------- | -------- | ------- |
| - Han-beom 61' - Seung-ho 74' - Young-jun 84' | Chi tiết |         |

| Thái Lan        | 1–1      | Kuwait         |
| --------------- | -------- | -------------- |
| - Jakkrapong 9' | Chi tiết | - Al-Haqan 90' |

### Bảng F
| VT | Đội               | ST | T | H | B | BT | BB | HS | Đ | Giành quyền tham dự     |
| -- | ----------------- | -- | - | - | - | -- | -- | -- | - | ----------------------- |
| 1  | CHDCND Triều Tiên | 3  | 3 | 0 | 0 | 4  | 0  | +4 | 9 | Vòng đấu loại trực tiếp |
| 2  | Kyrgyzstan        | 3  | 1 | 0 | 2 | 4  | 4  | 0  | 3 | Vòng đấu loại trực tiếp |
| 3  | Indonesia         | 3  | 1 | 0 | 2 | 2  | 2  | 0  | 3 | Vòng đấu loại trực tiếp |
| 4  | Đài Bắc Trung Hoa | 3  | 1 | 0 | 2 | 2  | 6  | −4 | 3 |                         |

1. 1 2 3  Điểm đối đầu: Kyrgyzstan 4–3, Indonesia 2–1, Đài Bắc Trung Hoa 2–4

| CHDCND Triều Tiên         | 2–0      | Đài Bắc Trung Hoa |
| ------------------------- | -------- | ----------------- |
| - Jo-guk 7' - Kuk-jin 12' | Chi tiết |                   |

| Indonesia                    | 2–0      | Kyrgyzstan |
| ---------------------------- | -------- | ---------- |
| - Rumakiek 58' - Samir 90+2' | Chi tiết |            |

| Đài Bắc Trung Hoa  | 1–0      | Indonesia |
| ------------------ | -------- | --------- |
| - Tần Văn Ngạn 47' | Chi tiết |           |

| Kyrgyzstan | 0–1      | CHDCND Triều Tiên |
| ---------- | -------- | ----------------- |
|            | Chi tiết | - Kuk-jin 20'     |

| Kyrgyzstan                                                                      | 4–1      | Đài Bắc Trung Hoa             |
| ------------------------------------------------------------------------------- | -------- | ----------------------------- |
| - Abilov 45+2' - Hoàng Tử Minh 55' (l.n.) - Akylbekov 62' - Sharshenbekov 90+1' | Chi tiết | - Trần Bách Lương 34' (ph.đ.) |

| CHDCND Triều Tiên | 1–0      | Indonesia |
| ----------------- | -------- | --------- |
| - Yu-song 40'     | Chi tiết |           |

### Bảng xếp hạng các đội đứng thứ ba
Bốn đội đứng thứ ba có thành tích tốt nhất sẽ giành quyền vào vòng 16 đội. Do các bảng có số đội khác nhau nên kết quả với đội xếp thứ tư ở các bảng 4 đội không được tính đến khi xét thứ hạng này.
Vì bảng C chỉ còn hai đội sau khi Afghanistan và Syria rút lui, việc xét kết quả của đội đứng thứ ba bảng C trở nên không còn cần thiết, do đó kết quả của bảng C không được liệt kê ở đây.

| VT | Bg | Đội       | ST | T | H | B | BT | BB | HS | Đ | Giành quyền tham dự     |
| -- | -- | --------- | -- | - | - | - | -- | -- | -- | - | ----------------------- |
| 1  | F  | Indonesia | 2  | 1 | 0 | 1 | 2  | 1  | +1 | 3 | Vòng đấu loại trực tiếp |
| 2  | D  | Qatar     | 2  | 0 | 1 | 1 | 1  | 3  | −2 | 1 | Vòng đấu loại trực tiếp |
| 3  | E  | Thái Lan  | 2  | 0 | 1 | 1 | 1  | 5  | −4 | 1 | Vòng đấu loại trực tiếp |
| 4  | A  | Myanmar   | 2  | 0 | 1 | 1 | 1  | 5  | −4 | 1 | Vòng đấu loại trực tiếp |
| 5  | B  | Việt Nam  | 2  | 0 | 0 | 2 | 1  | 7  | −6 | 0 |                         |

## Vòng đấu loại trực tiếp

### Sơ đồ
|  | Vòng 16 đội            | Vòng 16 đội            |                        |   | Tứ kết                | Tứ kết                |                        |                        | Bán kết | Bán kết |  |  | Tranh huy chương vàng | Tranh huy chương vàng |
|  |                        |                        |                        |   |                       |                       |                        |                        |         |         |  |  |                       |                       |
|  | 27 tháng 9 – Hàng Châu |                        |                        |   |                       |                       |                        |                        |         |         |  |  |                       |                       |
|  |                        |                        |                        |   |                       |                       |                        |                        |         |         |  |  |                       |                       |
|  | Trung Quốc             | 1                      |                        |   |                       |                       |                        |                        |         |         |  |  |                       |                       |
|  | Trung Quốc             | 1                      | 1 tháng 10 – Hàng Châu |   |                       |                       |                        |                        |         |         |  |  |                       |                       |
|  | Qatar                  | 0                      |                        |   |                       |                       |                        |                        |         |         |  |  |                       |                       |
|  | Qatar                  | 0                      | Trung Quốc             | 0 |                       |                       |                        |                        |         |         |  |  |                       |                       |
|  | 27 tháng 9 – Kim Hoa   |                        | Trung Quốc             | 0 |                       |                       |                        |                        |         |         |  |  |                       |                       |
|  |                        | Hàn Quốc               | 2                      |   |                       |                       |                        |                        |         |         |  |  |                       |                       |
|  | Hàn Quốc               | Hàn Quốc               | 2                      | 5 |                       |                       |                        |                        |         |         |  |  |                       |                       |
|  | Hàn Quốc               |                        | 4 tháng 10 – Hàng Châu | 5 |                       |                       |                        |                        |         |         |  |  |                       |                       |
|  | Kyrgyzstan             | 1                      |                        |   |                       |                       |                        |                        |         |         |  |  |                       |                       |
|  | Kyrgyzstan             | 1                      | Hàn Quốc               | 2 |                       |                       |                        |                        |         |         |  |  |                       |                       |
|  | 28 tháng 9 – Hàng Châu |                        | Hàn Quốc               | 2 |                       |                       |                        |                        |         |         |  |  |                       |                       |
|  |                        | Uzbekistan             | 1                      |   |                       |                       |                        |                        |         |         |  |  |                       |                       |
|  | Uzbekistan (s.h.p.)    | Uzbekistan             | 1                      | 2 |                       |                       |                        |                        |         |         |  |  |                       |                       |
|  | Uzbekistan (s.h.p.)    | 1 tháng 10 – Hàng Châu |                        | 2 |                       |                       |                        |                        |         |         |  |  |                       |                       |
|  | Indonesia              | 0                      |                        |   |                       |                       |                        |                        |         |         |  |  |                       |                       |
|  | Indonesia              | 0                      | Uzbekistan             | 2 |                       |                       |                        |                        |         |         |  |  |                       |                       |
|  | 28 tháng 9 – Hàng Châu |                        | Uzbekistan             | 2 |                       |                       |                        |                        |         |         |  |  |                       |                       |
|  |                        | Ả Rập Xê Út            | 1                      |   |                       |                       |                        |                        |         |         |  |  |                       |                       |
|  | Ấn Độ                  | Ả Rập Xê Út            | 1                      | 0 |                       |                       |                        |                        |         |         |  |  |                       |                       |
|  | Ấn Độ                  |                        | 7 tháng 10 – Hàng Châu | 0 |                       |                       |                        |                        |         |         |  |  |                       |                       |
|  | Ả Rập Xê Út            | 2                      |                        |   |                       |                       |                        |                        |         |         |  |  |                       |                       |
|  | Ả Rập Xê Út            | 2                      | Hàn Quốc               | 2 |                       |                       |                        |                        |         |         |  |  |                       |                       |
|  | 27 tháng 9 – Hàng Châu |                        | Hàn Quốc               | 2 |                       |                       |                        |                        |         |         |  |  |                       |                       |
|  |                        | Nhật Bản               | 1                      |   |                       |                       |                        |                        |         |         |  |  |                       |                       |
|  | Iran                   | Nhật Bản               | 1                      | 2 |                       |                       |                        |                        |         |         |  |  |                       |                       |
|  | Iran                   | 1 tháng 10 – Hàng Châu |                        | 2 |                       |                       |                        |                        |         |         |  |  |                       |                       |
|  | Thái Lan               | 0                      |                        |   |                       |                       |                        |                        |         |         |  |  |                       |                       |
|  | Thái Lan               | 0                      | Iran                   | 0 |                       |                       |                        |                        |         |         |  |  |                       |                       |
|  | 27 tháng 9 – Hàng Châu |                        | Iran                   | 0 |                       |                       |                        |                        |         |         |  |  |                       |                       |
|  |                        | Hồng Kông              | 1                      |   |                       |                       |                        |                        |         |         |  |  |                       |                       |
|  | Hồng Kông              | Hồng Kông              | 1                      | 1 |                       |                       |                        |                        |         |         |  |  |                       |                       |
|  | Hồng Kông              |                        | 4 tháng 10 – Hàng Châu | 1 |                       |                       |                        |                        |         |         |  |  |                       |                       |
|  | Palestine              | 0                      |                        |   |                       |                       |                        |                        |         |         |  |  |                       |                       |
|  | Palestine              | 0                      | Hồng Kông              | 0 |                       |                       |                        |                        |         |         |  |  |                       |                       |
|  | 28 tháng 9 – Hàng Châu |                        | Hồng Kông              | 0 |                       |                       |                        |                        |         |         |  |  |                       |                       |
|  |                        | Nhật Bản               | 4                      |   | Tranh huy chương đồng | Tranh huy chương đồng |                        |                        |         |         |  |  |                       |                       |
|  | Nhật Bản               | Nhật Bản               | 4                      | 7 | Tranh huy chương đồng | Tranh huy chương đồng |                        |                        |         |         |  |  |                       |                       |
|  | Nhật Bản               | 1 tháng 10 – Hàng Châu | 1 tháng 10 – Hàng Châu | 7 |                       |                       | 7 tháng 10 – Hàng Châu | 7 tháng 10 – Hàng Châu |         |         |  |  |                       |                       |
|  | Myanmar                | 1 tháng 10 – Hàng Châu | 1 tháng 10 – Hàng Châu | 0 |                       |                       | 7 tháng 10 – Hàng Châu | 7 tháng 10 – Hàng Châu |         |         |  |  |                       |                       |
|  | Myanmar                | Nhật Bản               | 2                      | 0 | Uzbekistan            | 4                     |                        |                        |         |         |  |  |                       |                       |
|  | 27 tháng 9 – Hàng Châu | Nhật Bản               | 2                      |   | Uzbekistan            | 4                     |                        |                        |         |         |  |  |                       |                       |
|  |                        | CHDCND Triều Tiên      | 1                      |   | Hồng Kông             | 0                     |                        |                        |         |         |  |  |                       |                       |
|  | CHDCND Triều Tiên      | CHDCND Triều Tiên      | 1                      | 2 | Hồng Kông             | 0                     |                        |                        |         |         |  |  |                       |                       |
|  | CHDCND Triều Tiên      |                        |                        | 2 |                       |                       |                        |                        |         |         |  |  |                       |                       |
|  | Bahrain                | 0                      |                        |   |                       |                       |                        |                        |         |         |  |  |                       |                       |
|  | Bahrain                | 0                      |                        |   |                       |                       |                        |                        |         |         |  |  |                       |                       |

### Vòng 16 đội
| Iran                           | 2–0      | Thái Lan |
| ------------------------------ | -------- | -------- |
| - Amir 15' - Yasin 82' (ph.đ.) | Chi tiết |          |

| CHDCND Triều Tiên              | 2–0      | Bahrain |
| ------------------------------ | -------- | ------- |
| - Kuk-chol 45+1' - Kuk-bom 62' | Chi tiết |         |

| Trung Quốc          | 1–0      | Qatar |
| ------------------- | -------- | ----- |
| - Đào Cường Long 3' | Chi tiết |       |

| Hồng Kông          | 1–0      | Palestine |
| ------------------ | -------- | --------- |
| - An Vĩnh Giai 48' | Chi tiết |           |

| Hàn Quốc                                                                             | 5–1      | Kyrgyzstan     |
| ------------------------------------------------------------------------------------ | -------- | -------------- |
| - Seung-ho 11' (ph.đ.) - Woo-yeong 12', 74' (ph.đ.) - Young-wook 79' - Hyun-seok 85' | Chi tiết | - Alygulov 28' |

| Uzbekistan           | 2–0 (s.h.p.) | Indonesia |
| -------------------- | ------------ | --------- |
| - Esanov 92', 120+1' | Chi tiết     |           |

| Ấn Độ | 0–2      | Ả Rập Xê Út      |
| ----- | -------- | ---------------- |
|       | Chi tiết | - Maran 51', 57' |

| Nhật Bản                                                              | 7–0      | Myanmar |
| --------------------------------------------------------------------- | -------- | ------- |
| - Sato 11', 27' - Ayukawa 26', 34' - Sumi 41' - Uchino 66' - Hino 73' | Chi tiết |         |

### Tứ kết
| Uzbekistan                   | 2–1      | Ả Rập Xê Út |
| ---------------------------- | -------- | ----------- |
| - Mirsaidov 24' - Odilov 43' | Chi tiết | - Maran 66' |

| Iran | 0–1      | Hồng Kông            |
| ---- | -------- | -------------------- |
|      | Chi tiết | - Phan Phái Hiên 47' |

| Nhật Bản                             | 2–1      | CHDCND Triều Tiên |
| ------------------------------------ | -------- | ----------------- |
| - Uchino 50' - Matsumura 80' (ph.đ.) | Chi tiết | - Kuk-bom 74'     |

| Trung Quốc | 0–2      | Hàn Quốc                      |
| ---------- | -------- | ----------------------------- |
|            | Chi tiết | - Hyun-seok 18' - Min-kyu 35' |

### Bán kết
| Hồng Kông | 0–4      | Nhật Bản                                 |
| --------- | -------- | ---------------------------------------- |
|           | Chi tiết | - Ayukawa 23' - Hino 54', 86' - Komi 74' |

| Hàn Quốc            | 2–1      | Uzbekistan         |
| ------------------- | -------- | ------------------ |
| - Woo-yeong 4', 38' | Chi tiết | - Jaloliddinov 25' |

### Tranh huy chương đồng
| Uzbekistan                                      | 4–0      | Hồng Kông |
| ----------------------------------------------- | -------- | --------- |
| - Odilov 43' - Norchaev 49', 59' - Davronov 74' | Chi tiết |           |

### Tranh huy chương vàng
| Hàn Quốc                         | 2–1      | Nhật Bản    |
| -------------------------------- | -------- | ----------- |
| - Woo-yeong 27' - Young-wook 56' | Chi tiết | - Uchino 2' |

## Thống kê

### Cầu thủ ghi bàn
Đã có 123 bàn thắng ghi được trong 45 trận đấu, trung bình 2.73 bàn thắng mỗi trận đấu.
8 bàn thắng
- Jeong Woo-yeong

5 bàn thắng
- Mohammed Maran

4 bàn thắng
- Cho Young-wook
- Kotaro Uchino

3 bàn thắng
- Đào Cường Long
- Hong Hyun-seok
- Paik Seung-ho
- Shota Hino
- Shun Ayukawa

2 bàn thắng
- Đàm Long
- Đới Vĩ Tuấn
- Sunil Chhetri
- Amir Arsalan Motahari
- Aria Barzegar
- Mehdi Mamizadeh
- Kein Sato
- Teppei Yachida
- An Jae-jun
- Um Won-sang
- Kim Kuk-bom
- Kim Kuk-jin
- Alibek Davronov
- Alisher Odilov
- Jasurbek Jaloliddinov
- Khusain Norchaev
- Sherzod Esanov
- Nguyễn Quốc Việt

1 bàn thắng
- Ali Mohamed Reda
- Husain Abdel Kareem
- Cao Thiên Ý
- Phương Hạo
- Vương Chấn Úc
- An Vĩnh Giai
- Lý Nghị Khải
- Phan Phái Hiên
- Hugo Samir
- Ramai Rumakiek
- Rahul K. P.
- Mohammad Omri
- Saman Touranian
- Yasin Salmani
- Koshiro Sumi
- Taichi Yamasaki
- Yota Komi
- Yuta Matsumura
- Arsen Sharshenbekov
- Elaman Akylbekov
- Ernaz Abilov
- Maksat Alygulov
- Goh Young-jun
- Lee Han-beom
- Lee Jae-ik
- Park Jae-yong
- Song Min-kyu
- Haitham Asiri
- Mohammed Al-Yami
- Naif Masoud
- Zakaria Al-Hawsawi
- Salman Al-Awadi
- Yousef Al-Haqan
- Baljinnyam Batmönkh
- Temulen Uuganbat
- Yan Kyaw Htwe
- Kang Kuk-chol
- Kim Yu-song
- Ri Jo-guk
- Abdulla Al Sulaiti
- Jakkrapong Sanmahung
- Purachet Thodsanit
- Tần Văn Ngạn
- Trần Bách Lương
- Saidazamat Mirsaidov
- Ulugbek Khoshimov
- Khuất Văn Khang
- Võ Nguyên Hoàng

1 bàn phản lưới nhà
- Hasan Murad Tipu (trong trận gặp Myanmar)
- Mohammed Abu Al-Shamat (trong trận gặp Việt Nam)
- Hoàng Tử Minh (trong trận gặp Kyrgyzstan)

### Bảng xếp hạng
| Hạng                  | Đội               | Trận | Thắng | Hòa | Thua | BT | BB | HS  | Điểm |
| --------------------- | ----------------- | ---- | ----- | --- | ---- | -- | -- | --- | ---- |
| 1                     | Hàn Quốc          | 7    | 7     | 0   | 0    | 27 | 3  | +24 | 21   |
| 2                     | Nhật Bản          | 6    | 5     | 0   | 1    | 18 | 4  | +14 | 15   |
| 3                     | Uzbekistan        | 6    | 5     | 0   | 1    | 12 | 4  | +8  | 15   |
| 4                     | Hồng Kông         | 6    | 2     | 0   | 4    | 3  | 11 | −8  | 6    |
| Bị loại ở tứ kết      |                   |      |       |     |      |    |    |     |      |
| 5                     | CHDCND Triều Tiên | 5    | 4     | 0   | 1    | 7  | 2  | +5  | 12   |
| 6                     | Iran              | 5    | 3     | 1   | 1    | 9  | 1  | +8  | 10   |
| 7                     | Trung Quốc        | 5    | 3     | 1   | 1    | 10 | 3  | +7  | 10   |
| 8                     | Ả Rập Xê Út       | 5    | 3     | 1   | 1    | 9  | 3  | +6  | 10   |
| Bị loại ở vòng 16 đội |                   |      |       |     |      |    |    |     |      |
| 9                     | Ấn Độ             | 4    | 1     | 1   | 2    | 3  | 8  | −5  | 4    |
| 10                    | Myanmar           | 4    | 1     | 1   | 2    | 2  | 12 | −10 | 4    |
| 11                    | Indonesia         | 4    | 1     | 0   | 3    | 2  | 4  | −2  | 3    |
| 12                    | Kyrgyzstan        | 4    | 1     | 0   | 3    | 5  | 9  | −4  | 3    |
| 13                    | Bahrain           | 4    | 0     | 2   | 2    | 2  | 7  | −5  | 2    |
| 14                    | Thái Lan          | 4    | 0     | 2   | 2    | 2  | 8  | −6  | 2    |
| 15                    | Palestine         | 3    | 0     | 1   | 2    | 0  | 2  | −2  | 1    |
| 16                    | Qatar             | 3    | 0     | 1   | 2    | 1  | 4  | −3  | 1    |
| Bị loại ở vòng bảng   |                   |      |       |     |      |    |    |     |      |
| 17                    | Việt Nam          | 3    | 1     | 0   | 2    | 5  | 9  | −4  | 3    |
| 18                    | Đài Bắc Trung Hoa | 3    | 1     | 0   | 2    | 2  | 6  | −4  | 3    |
| 19                    | Kuwait            | 3    | 0     | 2   | 1    | 2  | 11 | −9  | 2    |
| 20                    | Bangladesh        | 3    | 0     | 1   | 2    | 0  | 2  | −2  | 1    |
| 21                    | Mông Cổ           | 3    | 0     | 0   | 3    | 2  | 10 | −8  | 0    |